# Déborah Dixon
Déborah Dixon (Limón, Costa Rica), conocida como "La Dixon", es una cantante de rock, soul, blues y gospel costarricense. Es considerada como una de las mejores y más potentes voces de Argentina.

## Biografía

### Primeros años
Nació en Limón, Costa Rica y arribó a Buenos Aires en 1961 luego de un peregrinaje que la llevó por París, Madrid y Colombia, entre otros lugares.
Si bien siempre tuvo vocación por el canto, nunca lo había estudiado hasta vivir en Buenos Aires, donde tomó clases con Cristina Aguayo, quien entusiasmada por tener una alumna de canto negro que fuera afrodescendiente la motiva a dedicarle más tiempo. Es a través de ella que conoció a Cristina Dall, Mona Fraiman y Viviana Scaliza, junto a quienes iniciaría su primer proyecto profesional llamado Las Blacanblus.

### Las Blacanblus
Durante catorce años formó parte de Las Blacanblus, banda con la que grabó cuatro discos: Cuatro Mujeres y un Maldito Piano (1994), ganador del premio ACE por banda revelación, Rituales (1997), Especial en Vivo (1998) y Suena en Mi (2005), En 1995 recibieron el premio de la Fundación Konex en la categoría Jazz, conjuntos.
La gran popularidad de esta agrupación la impulsó en su carrera profesional, colaborando con grandes músicos de la época como Pappo y el Indio Solari, con quien comenzaría a trabajar de manera regular.

### Comedia musical
Durante 2008 fue convocada para realizar el personaje de “Garganta Feroz” en la exitosa comedia musical "Hairspray" (ganadora del premio “Clarín” a la mejor comedia musical), en la que participó junto a destacados y queridos artistas de la escena nacional como Enrique Pinti, Laura Oliva, Salo Passik, Patricia Echegoyen además de los jóvenes y talentosos Fernando Dente, Vanessa Butera, Josefina Scaglione y gran elenco.
En 2013 participó en la exitosa obra musical “Camila, nuestra historia de amor” en el Teatro Lola Membrives de la calle Corrientes, junto a destacados artistas como Julia Zenko, Peter Lanzani, Natali Perez, Miguel Habud y Laura Silva, entre otros. La obra obtuvo varios premios ACE y HUGO.

### En la actualidad
En 2012 grabó junto al destacado pianista Ángel Sucheras “Live in Concert”, registro de una serie de shows realizados a dúo. El disco fue editado por Acqua Records.
Participa en el grupo Los fundamentalistas del aire acondicionado siendo parte de la banda de Indio Solari desde su primer disco solista y realizando los shows más multitudinarios en la historia del rock del país.
Es convocada por Fito Páez como invitada especial en sus shows del festival de Viña del Mar, Santiago de Chile y el estadio Luna Park de Buenos Aires.
Ha participado en discos y shows de numerosos artistas de la escena local e internacional como: BB King, Koko Taylor, James Cotton, Taj Mahal, Johny Johnson, Bo Didley, Zakiya Hooker, Patricio Rey y sus Redonditos de Ricota, Sabina & Páez, Pappo´s Blues, Patán Vidal, Los Ratones Paranoicos, La Mississippi, Jairo, Marilina Ross, Celeste Carballo, Miguel Botafogo, Walter Malosetti, Javier Malosetti, Fernando Samalea, Coro Gospel de Argentina, Rafael de la Torre, Jorge Navarro, Ibrahim Ferrer Jr., Willy Crook, Gillespi, Ciro y los Persas y Dancing Mood, entre otros.
Durante el 2014 Deborah Dixon graba su primer disco solista, una obra pendiente en la discografía del Blues hecho en Argentina.

## Documental
Buscando que el nombre Deborah Dixon deje de ser desconocido en Costa Rica, la directora costarricense-argentina Adriana Cordero Chacón realizó un documental sobre la vida de Deborah, titulado "La Dixon: El documental" el cual estrenó el 12 de enero de 2017. La producción, que se grabó entre Costa Rica y Argentina, reúne las experiencias y opiniones de Dixon, su familia en cada extremo del continente y algunos de los artistas con los que ha colaborado. Aparecen allí Fito Páez, Dante Spinetta y Emmanuel Horvilleur, del grupo Illya Kuryaki and the Valderramas; el productor musical Bobby Flores y las integrantes del grupo Las Blacanblus con el que Dixon inició su carrera en Argentina. El documental se extiende por 63 minutos y fue grabado entre el 2009 y el 2015.

## Discografía
| Año  | Disco                             | Agrupación     | Sello         |
| ---- | --------------------------------- | -------------- | ------------- |
| 1994 | Cuatro mujeres y un maldito piano | Las Blacanblus | Del Cielito   |
| 1997 | Rituales                          | Las Blacanblus | DBN           |
| 1998 | Especial en vivo                  | Las Blacanblus | DBN           |
| 2005 | Suena en mí                       | Las Blacanblus | Acqua Records |
| 2013 | Live in Concert                   | Solista        | Acqua Records |